# Гафидово (Московская область)
Гафидово — деревня в Клинском районе Московской области, в составе Воронинского сельского поселения. Население — 26 чел. (2010). До 2006 года Гафидово входило в состав Воронинского сельского округа
Деревня расположена в северной части района, примерно в 13 км к северо-востоку от райцентра Клин, по правому берегу реки Лутосня (правый приток Сестры), высота центра над уровнем моря 164 м. Ближайшие населённые пункты — примыкающее на юге Русино и, в полукилометре на северо-запад, Заовражье. У северной окраины Гафидово проходит автодорога А108 Московское большое кольцо.
В деревне родился архитектор П. А. Ушаков.

## Население
| 2002 | 2006 | 2010 |
| ---- | ---- | ---- |
| 9    | ↗10  | ↗26  |